# 李君彦
李君彦（1913年—1999年9月8日）河北定兴县人，中国人民解放军开国少将，中国人民解放军海军顾问。

## 生平
1932年，加入中国共产主义青年团，1933年转入中国共产党。历任共青团北平市委宣传干事、河北省委宣传干事、江苏省委组织干事，共青团中央经济斗争部秘书、部长，共青团河北省委巡视员、北平市委书记、天津市委组织部长等职。1937年七七事变后，他来到延安，历任中国人民抗日军政大学政治教员，第二分校训练部政治教育科副科长、校部教育科科长兼晋察冀军区训练部编译科科长，晋察冀军区政治部宣传部教育科科长、宣传部长。第二次国共内战时期，历任张家口军事管制局局长、旅政治部主任、兵团政治部宣传部部长等职，随部队先后参加了察南战役、绥东战役、应县战役、保北战役、平津战役、太原战役、兰州战役、宁夏战役等战役。
中华人民共和国成立后，他调任中国人民解放军海军政治部宣传部部长、海军政治部副主任，海军政治部顾问、副主任，海军副政委兼政治部主任，海军顾问。1961年晋升少将军衔。他是中共十二大代表、中国共产党第十二届中央纪律检查委员会委员。
1999年9月8日，李君彦在北京病逝，享年86岁。